# Campionato qatariota di calcio a 5
Il Campionato qatariota di calcio a 5 è un insieme di tornei di calcio a 5, nazionali e regionali, organizzati dalla Federazione calcistica del Qatar. La massima serie è nota come "Qatar Futsal League".

## Albo d'oro
- 2007:  Al-Rayyan (1)
- 2007-2008:  Al-Sadd (1)
- 2008-2009:  Al-Sadd (2)
- 2009-2010:  Al-Rayyan (2)
- 2010-2011:  Al-Rayyan (3)
- 2011-2012:  Al-Sadd (3)
- 2012-2013:  Al-Sadd (4)
- 2013-2014:  Al-Rayyan (4)
- 2014-2015:  Al-Rayyan (5)
- 2015-2016:  Al-Sadd (5)

- 2016-2017:  Al-Rayyan (6)
- 2017-2018:  Al-Sailiya (1)
- 2018-2019: ?